# 凯瑟琳·伯科夫
凯瑟琳·伯科夫（英語：Katharine Berkoff，2001年1月28日—），美国女子游泳运动员，主攻仰泳，2022年世界游泳锦标赛女子50米仰泳银牌得主、2023年世界游泳锦标赛女子100米仰泳铜牌得主。